# Faro de Cabo Cinq
El faro del Cabo Cinq es un faro situado en el Cabo Cinq, a 50 kilómetros de la ciudad de Cabo Bojador, en el Sahara Occidental. Está gestionado por la autoridad portuaria y marítima del Ministère de l'équipement, du transport, de la logistique et de l'eau.

## Características
Se trata de un faro en una torre cilíndrica realizada en hormigón armado de color blanco con rayas horizontales negras.